# Lophostropheus airelensis
Il lofostrofeo (Lophostropheus airelensis) è un dinosauro carnivoro vissuto tra il Triassico superiore e il Giurassico inferiore, conosciuto attraverso scarsi resti fossili rinvenuti in Francia.

## Descrizione
Questo predatore era lungo circa 3,5 metri, dotato di un corpo piuttosto snello e di zampe lunghe e adatte alla corsa. Il cranio doveva essere relativamente basso e allungato, munito di denti aguzzi. Non si conosce molto di questo animale, e i frammenti fossili furono dapprima classificati come Halticosaurus sp. e in seguito come Liliensternus airelensis. Successivi studi hanno permesso di considerarli appartenenti a una forma ben distinta, più simile al celofisis (Coelophysis) che al dilofosauro (Dilophosaurus). In ogni caso, il lofostrofeo è considerato un teropode primitivo, appartenente al gruppo dei celofisoidi (Coelophysoidea), che ebbero una notevole diffusione nel Triassico e nel Giurassico inferiore.